# Horoszki Małe
Horoszki Małe – wieś sołecka w Polsce położona w województwie mazowieckim, w powiecie łosickim, w gminie Sarnaki. Leży przy drodze wojewódzkiej nr .
Wierni Kościoła rzymskokatolickiego należą do parafii św. Elżbiety Węgierskiej w Konstantynowie.
W latach 1975–1998 miejscowość administracyjnie należała do województwa bialskopodlaskiego.